# Sunbury-on-Thames
Sunbury-on-Thames – miasto w Anglii, w hrabstwie Surrey, w dystrykcie Spelthorne. Leży 23 km na zachód od centrum Londynu. W 2001 miasto liczyło 27 415 mieszkańców.